# Dries Saddiki
Dries Saddiki (Venlo, 9 agosto 1996) è un calciatore marocchino con cittadinanza olandese, centrocampista del VVV-Venlo.

## Carriera

### Club
Cresciuto nel Fortuna Sittard, dopo tre stagioni disputate con la squadra del Limburgo il 16 maggio 2018 passa a parametro zero al Willem II, con cui firma un triennale.

### Nazionale
Nato nei Paesi Bassi, decide di rappresentare il Marocco, suo paese di origine, ottenendo la prima e unica convocazione il 1º ottobre 2020.

## Statistiche

### Presenze e reti nei club
Statistiche aggiornate al 28 gennaio 2025.
| Stagione               | Squadra                | Campionato             | Campionato | Campionato | Coppe nazionali | Coppe nazionali | Coppe nazionali | Coppe continentali | Coppe continentali | Coppe continentali | Altre coppe | Altre coppe | Altre coppe | Totale | Totale | Totale |
| Stagione               | Squadra                | Comp                   | Pres       | Reti       | Comp            | Pres            | Reti            | Comp               | Pres               | Reti               | Comp        | Pres        | Reti        | Pres   | Reti   |        |
| ---------------------- | ---------------------- | ---------------------- | ---------- | ---------- | --------------- | --------------- | --------------- | ------------------ | ------------------ | ------------------ | ----------- | ----------- | ----------- | ------ | ------ | ------ |
| 2013-2014              | Irene                  | DK                     | 36         | 1          | -               | -               | -               | -                  | -                  | -                  | -           | -           | -           | 36     | 1      |        |
| 2014-2015              | Fortuna Sittard        | E                      | 1          | 0          | CO              | -               | -               | -                  | -                  | -                  | -           | -           | -           | 1      | 0      |        |
| 2015-2016              | Fortuna Sittard        | ED                     | 25         | 0          | CO              | 1               | 0               | -                  | -                  | -                  | -           | -           | -           | 26     | 0      |        |
| 2016-2017              | Fortuna Sittard        | ED                     | 17         | 1          | CO              | 0               | 0               | -                  | -                  | -                  | -           | -           | -           | 17     | 1      |        |
| 2017-2018              | Fortuna Sittard        | ED                     | 36         | 1          | CO              | 3               | 0               | -                  | -                  | -                  | -           | -           | -           | 39     | 1      |        |
| Totale Fortuna Sittard | Totale Fortuna Sittard | Totale Fortuna Sittard | 79         | 2          |                 | 4               | 0               |                    | -                  | -                  |             | -           | -           | 83     | 2      |        |
| 2018-2019              | Willem II              | E                      | 21         | 1          | CO              | 1               | 0               | -                  | -                  | -                  | -           | -           | -           | 22     | 1      |        |
| 2019-2020              | Willem II              | E                      | 25         | 0          | CO              | 3               | 0               | -                  | -                  | -                  | -           | -           | -           | 28     | 0      |        |
| 2020-2021              | Willem II              | E                      | 14         | 0          | CO              | 0               | 0               | UEL                | 2                  | 0                  | -           | -           | -           | 16     | 0      |        |
| 2021-2022              | Willem II              | E                      | 33         | 2          | CO              | 1               | 0               | -                  | -                  | -                  | -           | -           | -           | 34     | 2      |        |
| Totale Willem II       | Totale Willem II       | Totale Willem II       | 93         | 3          |                 | 5               | 0               |                    | 2                  | 0                  |             | -           | -           | 100    | 3      |        |
| 2022-feb. 2023         | Umm-Salal              | QSL                    | 5          | 0          | CQ              | 5               | 1               | -                  | -                  | -                  | -           | -           | -           | 10     | 1      |        |
| feb.-giu. 2023         | Abha                   | SPL                    | 15         | 0          | KC              | 1               | 0               | -                  | -                  | -                  | -           | -           | -           | 16     | 0      |        |
| 2023-2024              | Kasımpaşa              | SL                     | 9          | 0          | CT              | 2               | 0               | -                  | -                  | -                  | -           | -           | -           | 11     | 0      |        |
| 2024-gen. 2025         | Kasımpaşa              | SL                     | 0          | 0          | CT              | 0               | 0               | -                  | -                  | -                  | -           | -           | -           | 0      | 0      |        |
| Totale carriera        | Totale carriera        | Totale carriera        | 237        | 5          |                 | 17              | 0               |                    | 2                  | 0                  |             | -           | -           | 256    | 5      |        |